# Svetovno prvenstvo športnih dirkalnikov sezona 1961
Svetovno prvenstvo športnih dirkalnikov sezona 1961 je bila deveta sezona Svetovnega prvenstva športnih dirkalnikov, ki je potekalo med 25. marcem in 15. avgustom 1961. Naslov konstruktorskega prvaka je osvojil Ferrari.

## Spored dirk
| Št | Ime                  | Dirkališče                    | Datum               |
| -- | -------------------- | ----------------------------- | ------------------- |
| 1  | 12 ur Sebringa       | Sebring International Raceway | 25. marec           |
| 2  | Targa Florio         | Palermo                       | 30. april           |
| 3  | 1000 km Nürburgringa | Nürburgring                   | 28. maj             |
| 4  | 24 ur Le Mansa       | Circuit de la Sarthe          | 10. junij 11. junij |
| 5  | 4 ure Testa Rose     | Pescara Circuit               | 15. avgust          |

## Rezultati

### Po dirkah
| Št | Dirkališče  | Zmag. moštvo                         | Poročilo |
| Št | Dirkališče  | Zmag. dirkača                        | Poročilo |
| -- | ----------- | ------------------------------------ | -------- |
| 1  | Sebring     | #14 Scuderia Ferrari                 | Poročilo |
| 1  | Sebring     | Phil Hill Olivier Gendebien          | Poročilo |
| 2  | Palermo     | #162 Scuderia Ferrari                | Poročilo |
| 2  | Palermo     | Wolfgang von Trips Olivier Gendebien | Poročilo |
| 3  | Nürburgring | #1 Camoradi USA                      | Poročilo |
| 3  | Nürburgring | Masten Gregory Lloyd Casner          | Poročilo |
| 4  | La Sarthe   | #10 Scuderia Ferrari                 | Poročilo |
| 4  | La Sarthe   | Phil Hill Olivier Gendebien          | Poročilo |
| 5  | Pescara     | #4 Scuderia Centro Sud               | Poročilo |
| 5  | Pescara     | Lorenzo Bandini Giorgio Scarlatti    | Poročilo |

### Konstruktorsko prvenstvo
Točkovanje po sistemu 8-6-4-3-2-1, točke dobi le najbolje uvrščeni dirkalnik posameznega konstruktorja. Za prvenstvo so šteli trije najboljši rezultati na petih dirkah.
| Poz | Konstruktor | 1. | 2. | 3. | 4. | 5.† | Skupaj |
| --- | ----------- | -- | -- | -- | -- | --- | ------ |
| 1   | Ferrari     | 8  | 8  | 6  | 8  | 4   | 24     |
| 2   | Maserati    |    | 3  | 8  | 3  | 2   | 14     |
| 3   | Porsche     | 2  | 6  | 1  | 2  | 3   | 11     |
| 4   | O.S.C.A.    |    |    |    |    | 1   | 1      |

- † - Zaradi skrajšane dirke so bile podeljene polovične točke.